# 神戸市立夢野の丘小学校
神戸市立夢野の丘小学校（こうべしりつ ゆめののおかしょうがっこう）は、兵庫県神戸市兵庫区にある公立小学校。

## 概要
従来の神戸市立菊水小学校（兵庫区夢野町1-1）・神戸市立鵯越小学校・神戸市立夢野小学校（兵庫区鵯越町10-1）・神戸市立東山小学校の4小学校を統合して2009年に開校する。
学校名は児童や保護者など関係者から公募し、校区が旧夢野村と重なることや「子どもが夢を持ち、夢に向かって成長する学校」という願いを込めたことなどから選定されている。開校当初は夢野小学校の校舎を仮校舎として使用していたが、2011年に東山小学校敷地に新設された校舎へ移転した。

## 沿革
本項では前身校についても扱う。神戸市立鵯越小学校・神戸市立東山小学校の2校はリンク先を参照。
1920年に菊水尋常小学校（神戸市立菊水小学校）が開校した。1928年に菊水尋常小学校から鵯越尋常小学校（神戸市立鵯越小学校）が分離開校している。
1957年6月に神戸市立鵯越小学校東山分校が開設され、翌1958年4月に神戸市立東山小学校として独立した。さらに1973年には、鵯越小学校と神戸市立名倉小学校の校区の一部を合わせ、神戸市立夢野小学校が開校している。
1995年1月17日の阪神・淡路大震災では、各校とも校舎および校区に被害を受け、地域住民の避難所ともなった。
児童数減少などの要因で、従来の神戸市立菊水小学校・神戸市立鵯越小学校・神戸市立夢野小学校・神戸市立東山小学校の4校を統合し、2009年4月に神戸市立夢野の丘小学校が開校することになった。
統合前（主に菊水小学校・夢野小学校）
- 1920年 - 神戸市菊水尋常小学校（菊水小学校）が開校。
- 1938年 - 菊水小学校、阪神大水害で被害にあう。
- 1941年4月1日 - 国民学校令により、神戸市菊水国民学校と改称。
- 1947年4月1日 - 学制改革により、神戸市立菊水小学校と改称。
- 1973年 - 神戸市立夢野小学校が開校。
- 1995年1月17日 - 阪神・淡路大震災。同年2月上旬～中旬まで臨時休校。
- 2008年10月14日 - 神戸市教育委員会、統合校の校名を「神戸市立夢野の丘小学校」とすると発表。
- 2009年
  - 3月7日 - 菊水・鵯越・東山・夢野4校の合同閉校式。
  - 3月31日 - 閉校。

統合後（夢野の丘小学校）
- 2009年
  - 4月1日 - 神戸市立夢野の丘小学校が新設開校。夢野小学校校地を使用。
  - 11月 - 開校記念式典。校章旗・校歌披露。
- 2011年1月 - 新校舎（東山小学校敷地）に移転。
- 2018年10周年記念セレモニー

## 通学区域
校区は以下の通り。
- 神戸市兵庫区
  - 菊水町1 - 10丁目、北山町、熊野町1 - 5丁目、小山町、清水町、滝山町、大同町4 - 5丁目、東山町1 - 4丁目、氷室町1 - 2丁目、鵯越筋、鵯越町、湊川町1 - 10丁目、夢野町1 - 4丁目
- 神戸市長田区
  - 滝谷町1 - 3丁目、長田天神町3丁目、房王寺町6 - 7丁目

## 交通
- 神戸電鉄有馬線・神戸高速線 湊川駅、神戸市営地下鉄西神・山手線 湊川公園駅 北西へ約800m。

## 校区内の主な施設
- 神戸市立夢野中学校（進学先中学校）
- 神戸市立友生支援学校（菊水小の跡地に2013年移転）
- 兵庫警察署 熊野交番

## 通学区域が隣接している学校
- 神戸市立神戸祇園小学校
- 神戸市立会下山小学校
- 神戸市立室内小学校
- 神戸市立名倉小学校
- 神戸市立丸山ひばり小学校